# Kelly Jonker
Kelly Maria Jonker (Amstelveen, 23 de mayo de 1990) es una exjugadora neerlandesa de hockey sobre césped.

## Trayectoria
Jonker tuvo su primera participación olímpica en Londres 2012. En el torneo venció a Argentina en la final y obtuvo la medalla de oro. En Río 2016 llegó a la final, pero cayó ante Reino Unido y obtuvo la medalla de plata.